# Periclimenes soror
Crevette des astérides
Espèce
Periclimenes soror, communément appelé la Crevette des astérides, est une espèce de crevettes de la famille des Palaemonidae.

## Description
La crevette des astérides est une crevette minuscule (1 à 2 cm), vivant presque exclusivement sur le corps de certaines espèces d'étoiles de mer, dont elle est un symbiote commensal.

Sa couleur est généralement mimétique de celle de son hôte, avec des parties (voire tout le corps) translucides, notamment les pattes et les pinces, et le plus souvent des points ou des lignes blanches.

Sur les étoiles du genre Acanthaster (très prisées de ces crevettes pour leurs épines protectrices), la livrée est presque toujours rouge finement mouchetée de blanc avec une large bande blanche sur le dos.

Chez les spécimens non transparents, les couleurs les plus fréquentes sont le rouge, le bordeaux, le bleu, le jaune, le vert et l'olive, avec ou sans bande blanche sur le dos.

La tête et le thorax sont plutôt larges, alors que la queue (« telson ») s'affine vers la pointe.

Les antennes sont remplacées par deux larges plaques frontales, sous lesquelles se trouve un rostre effilé.

Les yeux proéminents peuvent être noirs (notamment sur les spécimens rouges) ou blancs (sur les bleues), ou de la couleur du corps.

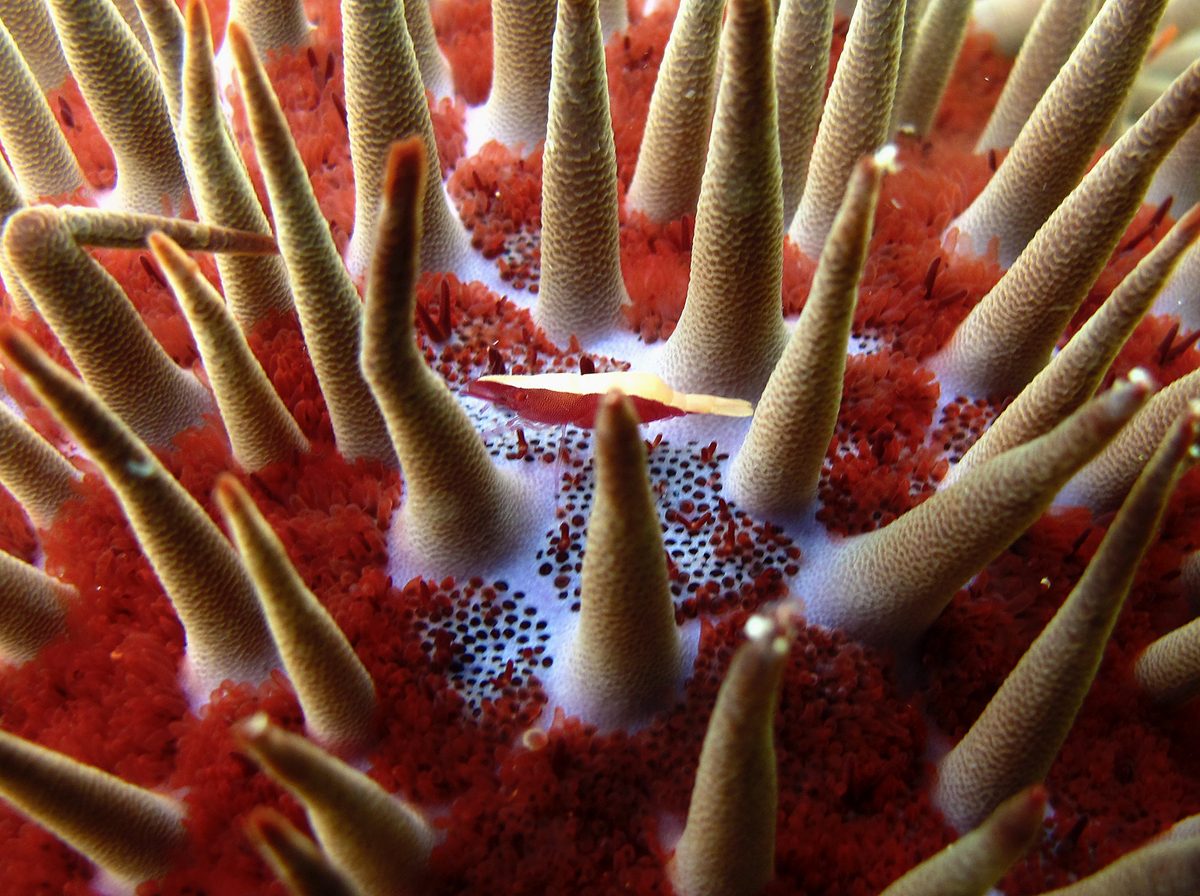
Sur une Acanthaster planci.
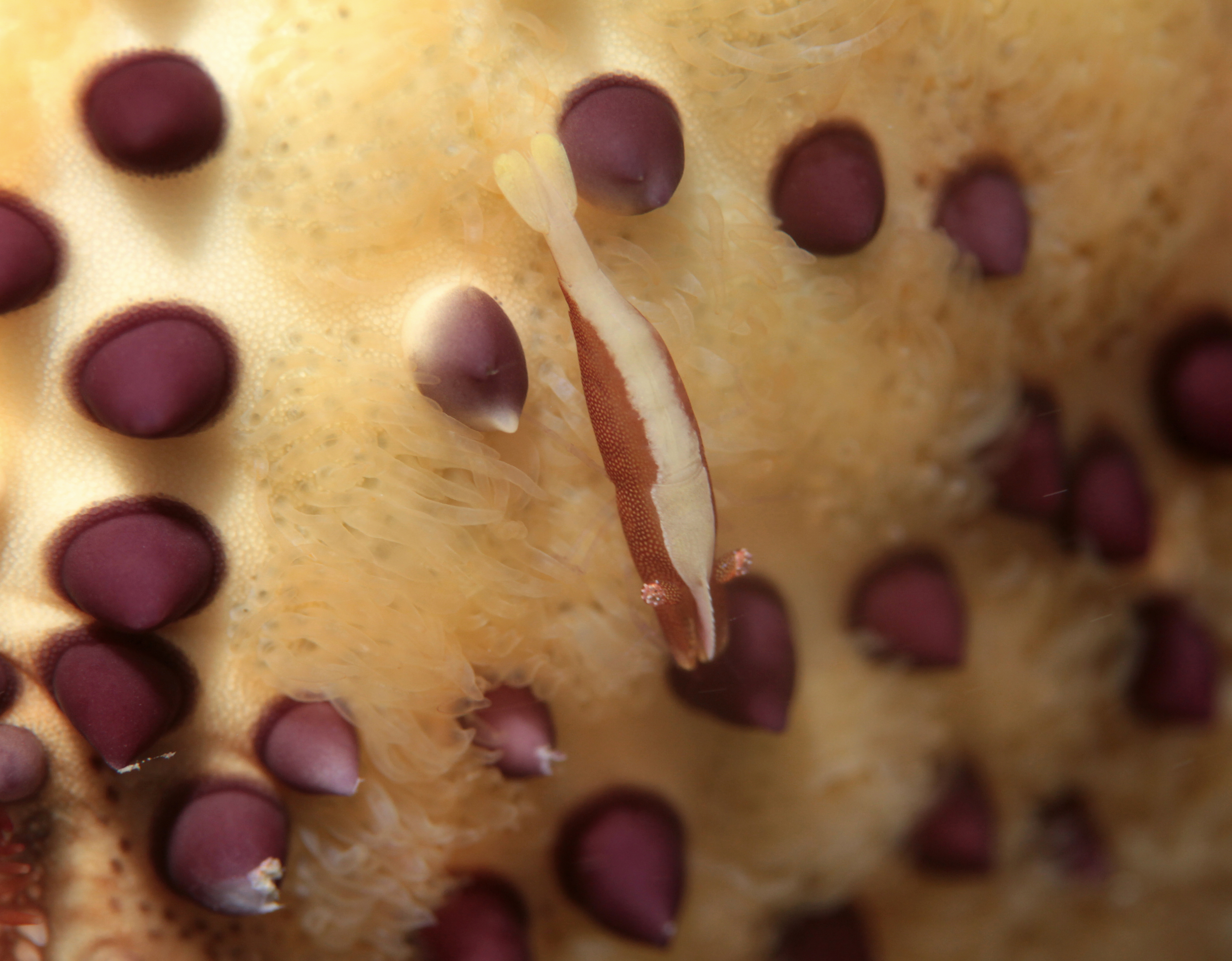
Sur une Culcita schmideliana.

## Association avec les échinodermes
Comme leur nom l'indique, les crevettes des astérides sont toujours associées à des étoiles de mer, notamment celles des genres Acanthaster, Culcita, Choriaster, Protoreaster, Echineaster, Halityle et Linckia (la plupart appartiennent à l'ordre des Valvatida). On les trouve le plus fréquemment sur les Acanthaster planci, qui leur offrent une excellente protection grâce à leurs longs piquants venimeux.
Les crevettes des astérides se trouvent le plus souvent autour de la bouche de leur hôte, où elles récupèrent les morceaux de nourriture restés accrochés à la cuticule, mais elles nettoient aussi l'ensemble du corps et protègent ainsi leur étoile contre les maladies et parasites. Il semble qu'elles soient aussi parfois nourries par un mucus produit par l'étoile.

## Répartition
On trouve cette crevette dans tous le bassin indo-pacifique (y compris en mer Rouge), dans les écosystèmes tropicaux et notamment les récifs de corail. Elle se rencontre principalement entre 1 et 30 m de profondeur, mais sa mobilité dépend largement de celle de son hôte, auquel elle est inféodée.

## Onomastique
Le nom français souligne la nature symbiotique de cette crevette, qui vit en commensalisme avec des étoiles de mer (« astérides »). Son nom scientifique Periclimenes vient de Périclymène, petit-fils de Poséidon dans la mythologie grecque et pourvu du don de mimétisme, et de soror, qui signifie « sœur » en latin, et souligne le comportement symbiotique de l'animal (la « petite sœur » des étoiles de mer).
Dans les autres langues, cette crevette est appelée Starfish shrimp ou seastar shrimp en anglais, Gamberetto delle stelle marina en italien, Variabele Partnergarnele ou Seestern-Partenergarneele en allemand, et Zeestergarnaal en hollandais : tous ces noms évoquent la même idée qu'en français, de vie associée aux étoiles de mer.